# 탈출기 (소설)
《탈출기》(脫出記)는 작가 최서해가 1925년 《조선문단》에 발표한 소설이다. 간도에 살던 조선인들의 비참한 삶을 사실적으로 그려낸 작품이다.

## 줄거리
주인공 나는 새로운 삶을 찾아서 늙은 어머니와 아내와 함께 간도에 가지만 전혀 희망이 없었다. 지주들의 횡포, 농사지을 땅이 없는 암담한 현실, 지독한 가난은 나와 가족들을 괴롭혔다. 땔감이 필요해서 남의 산에서 나무를 베다가 산주인에게 걸려서 호되게 혼난 적도 있고, 임신한 아내가 귤이 먹고 싶어, 귤껍질을 씹는 모습은 보는 것만으로도 괴로웠다. 생계를 위해 두부를 만들어 파는 등의 여러 노력으로도 궂은 삶의 모습은 바뀌지 않았다. 사회 모순을 깨닫고 가족을 떠나 민족과 사회를 바꾸기 위해 xx단에 가입하게 된다. 소설 '탈출기'에서 첫번째 탈출은 가난을 개인적 문제로 인식하여 고향에서 간도로 가는 것이고, 두번째 탈출은 사회 구조적 모순을 인식하고 가족에게서 xx단으로의 탈출을 의미한다. 